# Sigit Budiarto
Sigit Budiarto (Yogyakarta, 24 de noviembre de 1975) es un deportista indonesio que compitió en bádminton, en la modalidad de dobles. Ganó tres medallas en el Campeonato Mundial de Bádminton entre los años 1997 y 2005.

## Palmarés internacional
| Campeonato Mundial | Campeonato Mundial       | Campeonato Mundial | Campeonato Mundial |
| Año                | Lugar                    | Medalla            | Prueba             |
| ------------------ | ------------------------ | ------------------ | ------------------ |
| 1997               | Glasgow (Reino Unido)    | Medalla de oro     | Dobles             |
| 2003               | Birmingham (Reino Unido) | Medalla de plata   | Dobles             |
| 2005               | Anaheim (Estados Unidos) | Medalla de plata   | Dobles             |